# Festival di Berlino 1970

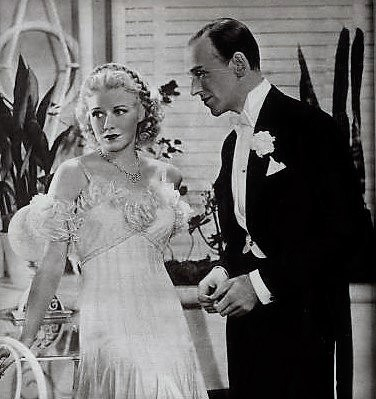
Ginger Rogers e Fred Astaire, omaggiati dalla Berlinale con due riconoscimenti e una retrospettiva.

La 20ª edizione del Festival internazionale del cinema di Berlino si è svolta a Berlino dal 26 giugno al 5 luglio 1970, con lo Zoo Palast come sede principale. Direttore del festival è stato per il ventesimo anno Alfred Bauer.
In realtà la conclusione era prevista per il 7 luglio, ma il festival è stato interrotto due giorni prima a causa dello scandalo destato dal film tedesco O.k. di Michael Verhoeven. Le accuse di antiamericanismo rivolte al film e le conseguenti polemiche hanno infatti portato alle dimissioni della giuria internazionale che non ha assegnato nessun premio.
Il film di apertura del festival è stato Klann – grand guignol di Patrick Ledoux, proiettato fuori concorso.
Le retrospettive di questa edizione sono state dedicate a Ginger Rogers e Fred Astaire e ai protagonisti delle passate edizioni.

## Storia
(Alberto Lattuada, membro della giuria internazionale)
I primi giorni si erano svolti senza episodi degni di nota e con una certa delusione per i film in programma. Solo La sua calda estate di Paul Williams e Perché il signor R. è colto da follia improvvisa? di Michael Fengler e Rainer Werner Fassbinder avevano ricevuto recensioni positive, in particolare quest'ultimo che molti vedevano come favorito per la vittoria dell'Orso d'oro.
Ispirato ad un fatto realmente accaduto (noto come l'"incidente della collina 192") il film descrive il rapimento di una ragazza vietnamita da parte di quattro militari americani che la sottopongono ad ogni tipo di crudeltà, torturandola, stuprandola e infine uccidendola. Solo uno di loro, che non ha preso parte al crimine, farà rapporto ai suoi superiori che tuttavia liquideranno l'accaduto come un normale incidente. Nel 1971 il film ha vinto il Deutscher Filmpreis per la sceneggiatura e per la migliore giovane attrice (Eva Mattes). Nel 1989 il soggetto sarà ripreso da Brian De Palma in Vittime di guerra.
Il film di Michael Verhoeven fu proiettato il 30 giugno e fu apprezzato dalla maggior parte del pubblico, anche se ci furono isolate proteste e alcune persone lasciarono la sala. Una di queste fu il giurato Manfred Durniok che si scusò con il presidente di giuria, il regista statunitense George Stevens, per il fatto che un film come O.k. fosse stato ammesso in concorso. I giudizi della stampa furono positivi per ciò che riguardava la forza e la sua provocazione politica del film, mentre le opinioni sul valore estetico furono divergenti.
Lo scandalo vero e proprio scoppiò il giorno dopo, quando la giuria annullò O.k. perché contrario alle linee guida secondo cui i film partecipanti dovevano "contribuire alla comprensione e all'amicizia tra i popoli". Due giurati, il regista jugoslavo Dušan Makavejev e quello brasiliano David Neves, si dissociarono giudicando il film antimilitarista anziché antiamericano e accusarono la giuria di aver preso "la strada della censura". Makavejev informò Verhoeven e il produttore Rob Houwer della squalifica di O.k. e la notizia si diffuse a macchia d'olio, tanto che il regista jugoslavo fu accusato di aver infranto la segretezza a cui era tenuto come giurato.
Il caso sollevò le proteste di giornalisti e addetti ai lavori che chiesero le dimissioni della giuria, anche se il 3 luglio il direttore Alfred Bauer dichiarò che O.k. era ancora in gara in quanto la giuria era tenuta a giudicare il valore artistico di un film, mentre valutare il rispetto dei requisiti per la sua partecipazione era compito della commissione di selezione. La situazione si aggravò quando regista e produttore annunciarono di essere stati informati da un giurato (rimasto anonimo) della richiesta di George Stevens di escludere il film minacciando in caso contrario le sue dimissioni. Il mattino seguente Alfred Bauer e Walther Schmieding, direttore dell'ente privato Berliner Festspiele GmbH al quale il festival era stato trasferito nel 1967, chiesero al Senato di Berlino di essere sollevati dai loro incarichi.
Un'altra controversia di questa edizione riguardò Il giardino delle delizie di Carlos Saura, scelto dalla commissione di selezione come contributo ufficiale della Spagna. Le autorità iberiche contestarono la scelta di un film che trattava ironicamente il regime franchista e indicarono al suo posto El extraño caso del doctor Fausto di Gonzalo Suárez, inizialmente respinto e poi accettato su richiesta della FIAPF. La stampa parlò di "sottomissione ai censori spagnoli" ma il capo della delegazione iberica Fernando Blanco dichiarò che non esisteva nessuna censura e che il film di Suarez era stato scelto per dare l'opportunità ad un giovane regista di farsi conoscere. Il film fu comunque ritirato prima della chiusura anticipata del festival, anche per non rinunciare all'opportunità da parte dei produttori di mostrarlo in altre manifestazioni.
Dopo molte riunioni, conferenze stampa e manifestazioni di protesta, la giuria annunciò infine le dimissioni mentre Bauer e Schmieding restarono al loro posto. Il senatore Werner Stein comunicò la fine del concorso e delle proiezioni, ad eccezione delle retrospettive e dell'Info-Show. I premi non furono assegnati, tranne alcuni riconoscimenti delle giurie indipendenti e di un gruppo non affiliato di critici cinematografici europei che premiarono di propria iniziativa tre film ritenuti "estremamente artistici e piacevoli".
Le reazioni della stampa furono veementi e fu chiaro a tutti che le circostanze critiche degli anni passati avevano reso inevitabile un conflitto. Il senatore Stein espresse la speranza di essere «di fronte a una rinnovata possibilità di continuare a pensare a come sostenere film di valore artistico» e il deputato Heinz Zellermayer del CDU affermò che Berlino era, più di ogni altra città «dipendente dai suoi congressi, dalle conferenze e da un festival cinematografico efficiente... senza diversificate attrazioni culturali non saremo all'altezza della nostra pretesa di essere una metropoli di importanza mondiale».
Molte proposte per una riforma furono messe sul tavolo, tra cui la rinuncia allo "status A" e la suddivisione del programma in sezioni diverse. Alla fine l'unica vera innovazione fu la creazione del Forum internazionale del giovane cinema (Internationalen Forum des jungen Films), che negli anni successivi sarebbe diventato parte integrante della Berlinale con la proiezione di film sperimentali e documentari provenienti da tutto il mondo.

## Giuria internazionale
- George Stevens, regista e sceneggiatore (Stati Uniti) - Presidente di giuria[14]
- Klaus Hebecker, giornalista e critico cinematografico (Germania Ovest)
- David Neves, regista, sceneggiatore e produttore (Brasile)
- Véra Volmane, giornalista, scrittrice e critica cinematografica (Francia)
- Billie Whitelaw, attrice (Regno Unito)
- Alberto Lattuada, regista e sceneggiatore (Italia)
- Dušan Makavejev, regista e sceneggiatore (Jugoslavia)
- Gunnar Oldin, giornalista e critico cinematografico (Svezia)
- Manfred Durniok, regista e produttore (Germania Ovest)

## Selezione ufficiale
- L'assassino ha prenotato la tua morte (Le temps de mourir), regia di André Farwagi (Francia)
- Baby in de boom, regia di Nouchka van Brakel (Paesi Bassi)[15]
- Baltutlämningen, regia di Johan Bergenstråhle (Svezia)[16]
- Black Out, regia di Jean-Louis Roy (Svizzera)[16]
- Borsalino, regia di Jacques Deray (Francia, Italia)[15]
- Chi no mure, regia di Kei Kumai (Giappone)
- Il conformista, regia di Bernardo Bertolucci (Italia, Francia, Germania Ovest)
- Os deuses E Os Mortos, regia di Ruy Guerra (Brasile)
- Dionisio nel '69 (Dionysus in '69), regia di Brian De Palma e Richard Schechner (Stati Uniti)
- El extraño caso del doctor Fausto, regia di Gonzalo Suárez (Spagna)[15]
- Aranyer Din Ratri, regia di Satyajit Ray (India)
- Los herederos, regia di David Stivel (Argentina)
- En kärlekshistoria, regia di Roy Andersson (Svezia)
- O.k., regia di Michael Verhoeven (Germania Ovest)
- Oltre l'Eden (L'Eden et après), regia di Alain Robbe-Grillet (Francia, Cecoslovacchia, Tunisia)
- Ore'ach B'Onah Metah, regia di Moshé Mizrahi (Israele, Francia)
- Perché il signor R. è colto da follia improvvisa? (Warum läuft Herr R. Amok?), regia di Michael Fengler e Rainer Werner Fassbinder (Germania Ovest)
- O Profeta da Fome, regia di Maurice Capovila (Brasile)
- La ragazza di nome Giulio, regia di Tonino Valerii (Francia, Italia)[15]
- Rembrandt Vogelvrij, regia di Ernie Damen (Paesi Bassi)[15]
- Rotocalco, regia di Manfredo Manfredi (Italia)[16]
- Lo sciacallo di Nahueltoro (El chacal de Nahueltoro), regia di Miguel Littín (Cile, Messico)
- La sua calda estate (Out of It), regia di Paul Williams (Stati Uniti)
- A Test of Violence, regia di Stuart Cooper (Regno Unito)
- L'urlo, regia di Tinto Brass (Italia)
- Wie ich ein Neger wurde, regia di Roland Gall (Germania Ovest)

## Premi

### Premi della giuria internazionale
La giuria internazionale non ha assegnato nessun premio in questa edizione.

### Premi delle giurie indipendenti
- Premio FIPRESCI: non assegnato
Menzione speciale: a tutto il programma latino-americano presentato al festival
- Premio OCIC: non assegnato
Raccomandazioni:
La sua calda estate di Paul Williams
Lo sciacallo di Nahueltoro di Miguel Littín
Ore'ach B'Onah Metah di Moshé Mizrahi
Perché il signor R. è colto da follia improvvisa? di Michael Fengler e Rainer Werner Fassbinder
- Premio CIDALC "Gandhi": A Test of Violence di Stuart Cooper
Medaglia d'argento: Ginger Rogers, per i suoi eccezionali risultati come attrice e danzatrice
- Premio UNICRIT: En kärlekshistoria di Roy Andersson e L'assassino ha prenotato la tua morte di André Farwagi
Premio speciale: Fred Astaire, per i suoi successi nello sviluppo del genere musicale
- Premio INTERFILM:[17] non assegnato
Raccomandazioni:
En kärlekshistoria di Roy Andersson
Il conformista di Bernardo Bertolucci
La sua calda estate di Paul Williams
O Profeta da Fome di Maurice Capovila
Perché il signor R. è colto da follia improvvisa? di Michael Fengler e Rainer Werner Fassbinder
- Medaglia d'oro IWG: Roy Andersson per la sceneggiatura di En kärlekshistoria
- Premio speciale dei giornalisti:
En kärlekshistoria di Roy Andersson
Il conformista di Bernardo Bertolucci
Ore'ach B'Onah Metah di Moshé Mizrahi